# Carsten Jancker
Carsten Jancker est un footballeur allemand né le 28 août 1974 à Grevesmühlen, dans le land de Mecklembourg-Poméranie-Occidentale. Il évoluait au poste d'attaquant reconverti entraîneur.

## Biographie
Carsten Jancker se fait surtout remarquer lors de la Coupe des Coupes 1996 au sein du club autrichien du Rapid Vienne. Son physique imposant, rare pour un attaquant à l'époque, donne du fil à retordre à ses adversaires et permet à son club de se hisser en finale du tournoi contre le Paris Saint-Germain. 
Cette performance lui vaut d'être transféré au Bayern Munich alors qu'il n'était qu'un joueur méconnu dans son pays. C'est au sein du prestigieux club bavarois qu'il va connaître les plus grands moments de sa carrière. 
Il remporte 4 titres de champion d'Allemagne et 2 Coupes d'Allemagne (DFB Pokal) entre 1996 et 2002. Il dispute surtout deux finales de Ligue des champions en 1999 et 2001. Il gagne celle de 2001 contre le Valence CF.
Il est sélectionné pour la première fois en équipe d'Allemagne le 14 octobre 1998 contre la Moldavie. Il participe à la Coupe du monde 2002 s'illustrant par un but contre l'Arabie saoudite, compétition dans laquelle l'Allemagne finit deuxième. 
À partir de 2002, la carrière de Jancker connaît un certain déclin. Il quitte le Bayern et joue deux ans dans le Calcio avec l'Udinese. Il retourne en Allemagne au sein du FC Kaiserslautern en 2004.
Il termine sa carrière en Bundesliga autrichienne dans le club du SV Mattersburg. En février 2010, il annonce sa retraite à la fin de la saison.

## Profil du joueur
En raison de son physique, Jancker jouait le rôle de pivot devant le but, distribuant de la tête, des ballons à ses coéquipiers. Il était particulièrement réputé pour sa capacité à jouer dos au but, faisant preuve d'une capacité de contrôle de balle surprenante pour un joueur de ce gabarit. 

## Palmarès (club)

### Comme joueur
- Vainqueur de la Coupe intercontinentale : 2001 (Bayern Munich).
- Vainqueur de la Ligue des Champions 2001 (Bayern Munich).
- Finaliste de la Ligue des Champions 1999 (Bayern Munich).
- Finaliste de la Coupe d'Europe des vainqueurs de coupe en 1996 (Rapid Vienne)
- Champion d'Allemagne : 1997, 1999, 2000, 2001 (Bayern Munich).
- Vainqueur de la Coupe d'Allemagne : 1998, 2000 (Bayern Munich).
- Vainqueur de la Coupe de la Ligue d'Allemagne : 2001 (Bayern Munich).
- Champion d'Autriche : 1996 (Rapid de Vienne).

### Comme entraîneur
- Vainqueur de la Regionalliga Ost autrichienne: 2018 (SV Horn)

### Buts en sélection
| Buts en sélection de Carsten Jancker | Buts en sélection de Carsten Jancker | Buts en sélection de Carsten Jancker   | Buts en sélection de Carsten Jancker | Buts en sélection de Carsten Jancker | Buts en sélection de Carsten Jancker | Buts en sélection de Carsten Jancker    |
| #                                    | Date                                 | Lieu                                   | Adversaire                           | Score                                | Résultats                            | Compétitions                            |
| ------------------------------------ | ------------------------------------ | -------------------------------------- | ------------------------------------ | ------------------------------------ | ------------------------------------ | --------------------------------------- |
| 1                                    | 3 juin 2000                          | Frankenstadion, Nuremberg              | Tchéquie                             | 1-0                                  | 3-2                                  | Match amical                            |
| 2                                    | 7 juin 2000                          | Mage Solar Stadion, Fribourg           | Liechtenstein                        | 6-2                                  | 8-2                                  | Match amical                            |
| 3                                    | 7 juin 2000                          | Mage Solar Stadion, Fribourg           | Liechtenstein                        | 8-2                                  | 8-2                                  | Match amical                            |
| 4                                    | 2 juin 2001                          | Stade olympique d'Helsinki, Helsinki   | Finlande                             | 2-2                                  | 2-2                                  | Éliminatoires de la Coupe du monde 2002 |
| 5                                    | 15 août 2001                         | Stade Ferenc Puskás, Budapest          | Hongrie                              | 3-0                                  | 5-2                                  | Match amical                            |
| 6                                    | 1 septembre 2001                     | Olympiastadion, Munich                 | Angleterre                           | 1-0                                  | 1-5                                  | Éliminatoires de la Coupe du monde 2002 |
| 7                                    | 9 mai 2002                           | Mage Solar Stadion, Fribourg           | Koweït                               | 7-0                                  | 7-0                                  | Match amical                            |
| 8                                    | 1 juin 2002                          | Sapporo Dome, Sapporo                  | Arabie saoudite                      | 4-0                                  | 8-0                                  | Coupe du monde 2002                     |
| 9                                    | 21 août 2002                         | Stade national Vassil-Levski, Sofia    | Bulgarie                             | 2-2                                  | 2-2                                  | Match amical                            |
| 10                                   | 11 octobre 2002                      | Asim Ferhatović Hase Stadium, Sarajevo | Bosnie-Herzégovine                   | 1-1                                  | 1-1                                  | Match amical                            |

## Carrière internationale
- International allemand (33 matchs, 10 buts)
- Participation à l'Euro 2000
- Finaliste de la Coupe du monde 2002[2]